# 20 de julio
El 20 de julio es el 201.º (ducentésimo primer) día del año del calendario gregoriano y el 202.º en los años bisiestos. Quedan 164 días para finalizar el año.

## Acontecimientos
- 70: en Jerusalén, capital de Palestina (conquistada por el Imperio romano), el general romano Tito, hijo del emperador Vespasiano, asalta la Fortaleza Antonia (cuartel militar construido por Herodes el Grande), 450 metros al norte del Monte del Templo (donde se encontraba el Templo de Jerusalén) y comienza el asedio de Jerusalén. El ejército romano se ve envuelto en combates callejeros contra los zelotes.
- 514: en Roma comienza el pontificado del papa cristiano Hormisdas.
- 555: 525 km al norte de Roma (península itálica), después de dos años de resistencia, la ciudad de Verona cae bajo el dominio del Imperio bizantino.
- 792: 356 km al este de Sofía (actual Bulgaria) y 56 km al oeste de la costa del mar Negro, Kardam de Bulgaria derrota al emperador bizantino Constantino VI en la batalla de Marcela.
- 911: en Chartres, 91 km al suroeste de París, los vikingos liderados por Hrolf Ganger (65) ponen sitio a la ciudad.
- 1189: Ricardo I de Inglaterra es investido oficialmente como duque de Normandía.
- 1221: 259 km al norte de Madrid (península ibérica), Fernando III de Castilla y el obispo Don Mauricio colocan la primera piedra de la Catedral de Burgos.
- 1230: en Cassino, 140 km al sureste de Roma (península itálica) Federico II Hohenstaufen y el papa Gregorio IX ―gracias a las negociaciones de un dominico llamado Guala― firman el Tratado de San Germano.
- 1280: en Cataluña (península ibérica), la villa de Balaguer capitula ante el asedio de Pedro III de Aragón contra los aristócratas sublevados de los condados de Foix y de Pallars.
- 1304: Eduardo I de Inglaterra asedia y captura el Castillo de Stirling, el último bastión rebelde de las guerras de Independencia de Escocia.
- 1378: en Florencia (península itálica) estalla la Revuelta de los Ciompi, un levantamiento de los trabajadores del sector textil.
- 1397: los reinos de Suecia, Noruega y Dinamarca se unen en la Unión de Kalmar.
- 1398: 98 km al suroeste de Dublín (Irlanda), los clanes irlandeses O’Byrnes y O’Tooles bajo el mando de Art MacMurrough-Kavanagh (el jefe más poderoso de Leinster) masacran en la batalla de Kellistown a las fuerzas invasoras inglesas lideradas por Roger de Mortimer (24), quien también fallece en combate.
- 1402: 34 km al noroeste de la ciudad de Ankara, en Anatolia (actual Turquía), el emir timúrida Tamerlán derrota al sultán otomano Beyazid I en la batalla de Ankara.
- 1467: en Bratislava se inaugura una nueva universidad con el nombre de Universitás Istropolitana.
- 1492: en Roma (península itálica), el médico judío Giacomo di San Genesio desangra a cinco niños de 10 años ―quienes fallecen minutos después debido a la hipovolemia (la pérdida de sangre)― para que el papa Inocencio VIII (59) succione la sangre. Esta se considera la primera transfusión de sangre del mundo.[1] El papa fallecerá 5 días después.
- 1500: en España, Isabel La Católica decreta, mediante una real cédula, que se devuelvan a sus tierras de origen a todos los indígenas que los «conquistadores» habían secuestrado.
- 1521: 11 km soldados castellanos y beaumontanos atacan y masacran a la población civil del pueblo de San Juan de Luz.
- 1541: 245 km al noroeste de Bucarest (en la actual Rumanía), la ciudad de Fagaras se rinde a los turcos, quienes capturan al voivoda transilvano István Majláth (1490‑1550).
- 1543: 210 km al sur de Budapest (Hungría), los turcos ocupan Pécs.
- 1578: en la Iglesia de San Giovanni a Porta Latina (en el centro histórico de Roma), son arrestadas once personas, todas ellas varones, presumiblemente de origen portugués y albanés, acusadas de haber formado un círculo secreto de hombres en cuyo seno se manifestaban lazos de afecto, se consumaban relaciones carnales y se consagraban vínculos matrimoniales entre personas del mismo sexo observando la liturgia eclesiástica, con la complicidad de algunos frailes: el proceso ante el Tribunal Penal del Gobernador terminó con una sentencia ejemplar para ocho de los acusados, todos declarados culpables de los delitos de sodomía y profanación de la institución del matrimonio. La sentencia de muerte por ahorcamiento será ejecutada el 13 de agosto en el Ponte Sant'Angelo y posterior quema de los ocho cuerpos. Los tres absueltos fueron un fraile ―quizás para evitar la implicación directa de la Iglesia católica― y dos acusados indultados por haber colaborado con los investigadores.[2][3]
- 1592: en la actual Corea del Norte ―en el marco de la primera invasión japonesa de Corea (1592‑1598), las fuerzas japonesas lideradas por Toyotomi Hideyoshi atacan y masacran a la población civil de la ciudad de Pionyang, aunque finalmente no pudieron mantenerla.
- 1606: en el Vaticano, el cardenal Scipione Caffarelli-Borghese compra el escandaloso cuadro la Madonna dei Palafrenieri, que fue pintado por Caravaggio y al que la Basílica de San Pedro rechazó.
- 1616: en Roma, Hugh O'Neill ―protagonista de la Fuga de los Condes― muere en su exilio.
- 1639: en el caserío de Gallehus (Dinamarca), 7 km al norte de la frontera con Alemania, la costurera danesa Kirsten Svendsdatter encuentra el más largo de los dos cuernos de oro de Gallehus. Fueron fabricados en torno al 400 d. C. (Edad de hierro germánica) y estaban entre los hallazgos arqueológicos más importantes de Dinamarca.[4]
- 1651: en Escocia, en la batalla de Inverkeithing, el ejército inglés, comandado por el mayor general John Lambert, derrota al ejército escocés, dirigido por John Brown de Fordell y en nombre de Carlos II.
- 1700: en España, el rey Carlos II otorga el villazgo a Fuente Álamo de Murcia.
- 1705: en el puerto de Oulu sobre el golfo de Botnia, 608 km al norte de Helsinki (Finlandia), un incendio casi destruye por completo el cuarto distrito, que cubría la parte sur de la ciudad y era con diferencia el más grande de los distritos de la ciudad.
- 1715: en el marco de la 7.ª guerra turco-veneciana (1714‑1718), el Imperio otomano asedia y captura la ciudad de Nauplia, capital del Reino de Morea (nombre que los venecianos daban a la península griega del Peloponeso), dentro de la República de Venecia, abriendo así el camino a la rápida reconquista otomana del Peloponeso.
- 1738: el explorador canadiense Pierre Gaultier de Varennes et de La Vérendrye llega a la orilla occidental del lago Míchigan.
- 1754: en España, el rey Fernando VI destituye al marqués de la Ensenada.
- 1785: en Haití sucede un mortífero terremoto.
- 1799: en Etiopía, el aristócrata Tekle Giyorgis I (1751‑1817) comienza su primero de seis reinados como emperador de Etiopía.
- 1807: en París, Nicéphore Niépce (32) ―que en 1824 será el inventor de la fotografía― y su hermano mayor Claude Niépce (1763‑1828) reciben una patente de Napoleón para el pireolóforo, el primer motor de combustión interna del mundo, que en meses anteriores había impulsado con éxito un barco aguas arriba en el río Saona (en su ciudad natal de Chalon-sur-Saône). Aunque nunca se comercializó, proporcionó cierto renombre al talento de ambos hermanos como inventores.
- 1807: en el puerto de Nueva York (Estados Unidos), el ingeniero Robert Fulton realiza la primera prueba de su barco de vapor.
- 1808: en Madrid (España), el ejército del invasor francés José I Bonaparte, que se había establecido en la ciudad tras la victoria del 14 de julio, se ve obligado a abandonar la ciudad.
- 1808: 97 km al norte de Santafé de Bogotá, en el Virreinato de Nueva Granada (actual Colombia), se funda la aldea de Carmen de Carupa.
- 1810: en Santa Fe de Bogotá, capital del Nuevo Reino de Granada (actual Colombia) cientos de ciudadanos dan el primer «grito de independencia» contra el Reino de España, iniciado por el incidente de El Florero de Llorente, lo cual inicia el proceso que culmina con la independencia en 1819.
- 1810: en Santa Rosa de Viterbo (Colombia) impacta un meteorito.
- 1816: en Tucumán (noroeste de Argentina), los representantes de todas las provincias adoptan como símbolo patrio argentino la bandera de la Argentina.
- 1819: en Santiago de Chile, el gobierno de Bernardo O'Higgins reabre el Instituto Nacional José Miguel Carrera.
- 1821: en la villa de Óbuda, 4 km al norte de Budapest (Hungría), se inaugura ceremonialmente la sinagoga de Óbuda.
- 1831: los pueblos seneca y shawnee acuerdan ceder sus tierras en el oeste de Ohio a cambio de 243 km² al oeste del río Misisipi.
- 1833: en la villa de Independence (estado de Misuri), una turba antimormona destruye la imprenta del Libro de mandamientos de Joseph Smith.
- 1842: en el lado español de la cordillera de los Pirineos, se completa la primera ascensión al monte Aneto, el punto más alto de los Pirineos.
- 1848: en el pueblo Séneca Falls, 432 km al noroeste de la ciudad de Nueva York, concluye la primera Convención de los Derechos de la Mujer, un evento de dos días de duración.
- 1857: en la ciudad de Tonkín, en el delta del río Rojo (en el norte de Vietnam) es asesinado el obispo José María Díaz Sanjurjo. Esto dará lugar a la intervención armada de España, al lado de Francia, en la guerra de Cochinchina (1858‑1862), que constituirá el inicio de la colonización francesa en Indochina.
- 1858: en el Zoológico y Jardín Botánico de Budapest (Hungría) nace la jirafa Isabel. Esta fue la primera jirafa nacida en Europa, y también la primera jirafa existente en ese zoológico.
- 1860: en el pueblo de Milazzo, 39 km al oeste del puerto de Messina, entonces parte del Reino de las Dos Sicilias, los voluntarios del mercenario Giuseppe Garibaldi vencen al Ejército de las Dos Sicilias en la batalla de Milazzo (del 17 al 24 de julio). El ejército abandonará inmediatamente la isla de Sicilia.
- 1864: cerca de Atlanta (estado de Georgia) ―en el marco de la guerra civil estadounidense (1861‑1865)― las fuerzas esclavistas confederadas (lideradas por el general John Bell Hood) atacan sin éxito a las tropas estadounidenses (lideradas por el general William T. Sherman) en la batalla de Peachtree Creek.
- 1865: en Italia, el rey Víctor Manuel II de Saboya firma el «real» decreto‑ley n.º 2438 para crear el Cuerpo de las Autoridades Portuarias.
- 1866: cerca de la isla de Vis en el mar Adriático ―en el marco de la Guerra de las Siete Semanas (el conflicto bélico que enfrentó a Austria y Prusia en 1866), dentro de la tercera guerra de independencia italiana―, la armada austríaca (liderada por el almirante Wilhelm von Tegetthoff) vence a la Regia Marina (la armada italiana) en la batalla de Lissa.
- 1871: la región de la Columbia Británica se une a la Confederación Canadiense.
- 1873: la Primera República Española, dirigida por Nicolás Salmerón, emite un decreto por el que declara piratas a todos los buques de la Armada Española que habían secundado la revolución del autoproclamado Cantón de Cartagena, autorizando a las armadas extranjeras a capturarlos incluso en aguas jurisdiccionales españolas.
- 1881: en Fort Buford (en el estado de Montana) ―en el marco de las Guerras Indias― Toro Sentado, jefe de la tribu sioux, lidera a los últimos fugitivos de su pueblo para que se rindan a las tropas estadounidenses.
- 1885: la Asociación de Fútbol legaliza el profesionalismo en el fútbol asociación bajo presión de la Asociación Británica de Fútbol.
- 1885: en Canadá, el rebelde Louis Riel es juzgado por traición.
- 1903: en Macedonia, el pueblo se subleva contra el poder del Imperio otomano.
- 1903: en Detroit (Estados Unidos) la empresa Ford Motor Company produce su primer automóvil.
- 1905: en Rusia, la Asamblea de la nobleza rusa protesta contra el proyecto de creación de una Duma imperial.
- 1905: en España, el Partido Socialista Obrero Español intenta llevar a cabo un paro general para protestar por la carestía de la vida.
- 1906: en Finlandia se ratifica una nueva ley electoral que garantiza al país el primer derecho al voto en igualdad de condiciones del mundo. Las mujeres finlandesas son las primeras de Europa en obtener el derecho al voto.
- 1906: el oficial judío francés Alfred Dreyfus es reintegrado al ejército, con el grado de capitán.
- 1907: se incendia y destruye la cúpula de la antigua iglesia de las Salesas.
- 1908: en España se aprueba una ley que organiza la recogida y canje por el Ministerio de Hacienda de los duros falsos que circulan por el país.
- 1909: en España, el inventor y constructor Ricardo Causarás Casaña patenta el primer avión de forma triangular de ala delta rígido del mundo.
- 1909: en Francia, Georges Clemenceau renuncia a la presidencia por la desconfianza hacia su política naval.
- 1917: en Corfú ―en el marco de la Primera Guerra Mundial (1914‑1918)― el Comité Yugoslavo y el Reino de Serbia firman la Declaración de Corfú, que conduce a la creación del Reino de Yugoslavia de posguerra.
- 1917: en Alemania, el parlamento concede un nuevo crédito de guerra durante la Primera Guerra Mundial por 15 000 millones de marcos alemanes.
- 1919: en Saint Germain ―en el marco de la Primera Guerra Mundial (1914‑1918)― los aliados entregan las condiciones de paz a la delegación germano-austríaca.
- 1920: el ejército griego toma el control de Silivri después de que Grecia recibiera la ciudad en la Conferencia de Paz de París; en 1923 Grecia perdió efectivamente el control ante los turcos.
- 1920: en Tarragona (España) se constituye una sociedad de salvamento de náufragos.
- 1921: en Barcelona (España) se inaugura el depósito franco.
- 1922: en los Países Bajos se clausura la Conferencia de La Haya de Derecho Internacional Privado, que trata el problema de las reparaciones de guerra adeudadas por Alemania que debe indemnizar cada crimen de guerra cometido durante la Primera Guerra Mundial (1914‑1918).
- 1922: en Ginebra (Suiza) la Sociedad de las Naciones ―el prototipo de la ONU (Organización de las Naciones Unidas)― «otorga» el Mandato de Togolandia a Francia y el Mandato de Tanganica al Reino Unido.
- 1923: en la ciudad de Parral, en el estado de Chihuahua (México) muere asesinado a tiros el general Pancho Villa (45). El rey de la prensa estadounidense, William Randolph Hearst sobornó con 5000 dólares (94 000 dólares de 2025) al dictador mexicano Plutarco Elías Calles para recibir en su oficina la cabeza de Villa como trofeo.
- 1923: en España empieza la prueba de regularidad Pamplona-Lérida-Huesca-Pamplona-San Sebastián de motociclismo.
- 1927: en Santiago de Chile se promulga el decreto ejecutivo 3876 del Ministerio de Instrucción Pública, que restablece a partir del 12 de octubre del mismo año la enseñanza y el uso oficial en ese país de la ortografía de la Real Academia Española en sustitución de la Ortografía de Andrés Bello, que estuvo vigente desde 1844.
- 1928: en el río Magdalena (Colombia) a mitad de camino de los 9 km entre los pequeños puertos de Sitionuevo y Remolino, 42 km al sur de la ciudad de Barranquilla (en la desembocadura del río Magdalena en el mar Caribe) explota la cañonera a vapor Hércules, de la Armada Nacional de Colombia, que patrullaba el río Magdalena. Mueren 51 marineros y oficiales. La explosión se atribuye al desgaste de las calderas tras 44 años de servicio.
- 1930: en la Unión Soviética, Maxim Litvinov es nombrado comisario de Asuntos Exteriores.
- 1932: en Perú, montañistas alcanzan la cima del Huascarán (de 6768 m), la montaña más alta del Perú y de la zona intertropical.
- 1932: en el Preußenschlag, el presidente alemán Hindenburg coloca a Prusia directamente bajo el gobierno nacional alemán.
- 1933: el secretario de Estado del Vaticano, Eugenio Pacelli (más tarde papa Pío XII), firma un concordato con Hitler.
- 1934: en Mineápolis ―en el marco de los disturbios laborales en los Estados Unidos― la policía dispara contra los conductores de camiones en huelga, durante la huelga de los Teamsters de Minneapolis de 1934, matando a 2 e hiriendo a 67.
- 1934: en la ciudad de Seattle ―en el marco de la huelga de los muelles de la Costa Oeste― la policía dispara gas lacrimógeno y apalea a 2000 estibadores en huelga. El gobernador del estado de Oregón llama a la Guardia Nacional para reprimir una huelga en los muelles de Portland (Oregón).
- 1935: en la aldea de Pian San Giácomo, 142 km al sureste (a vuelo de pájaro) de Berna (Suiza), un avión de Royal Dutch Airlines, en ruta entre Milán a Frankfurt se estrella contra el paso de San Bernardino, matando a sus 9 pasajeros y 4 tripulantes.
- 1936 en Barcelona (Cataluña) ―en el marco de la guerra civil española (1936‑1939)―, durante el asalto al cuartel de Atarazanas, muere Francisco Ascaso, uno de los máximos representantes del movimiento anarcosindicalista español junto con Buenaventura Durruti, Federica Montseny y Juan García Oliver
- 1936: en España, el general José Sanjurjo, que iba a encabezar el levantamiento militar que desencadenó la guerra civil española (1936‑1939), muere en accidente de aviación cuando regresaba desde Lisboa (Portugal) a Madrid (España).
- 1936: en Madrid (España), soldados y milicianos republicanos asaltan el Cuartel de la Montaña, único reducto de los sublevados en esa ciudad.
- 1936: en Montreux (Suiza) se firma la Convención de Montreux sobre el Régimen de los Estrechos, que autoriza a Turquía a fortificar los estrechos de los Dardanelos y del Bósforo, pero garantiza el libre paso a los barcos de todas las naciones en tiempos de paz.
- 1938: en la ciudad de Nueva York, el Departamento de Justicia de los Estados Unidos presenta una demanda contra la industria cinematográfica, alegando violaciones de la Ley Antimonopolio Sherman en relación con el sistema de estudios. El caso finalmente resultaría en la desintegración de la industria en 1948.
- 1940: en el marco de la Segunda Guerra Mundial (1939‑1945), Dinamarca abandona la Sociedad de las Naciones.
- 1940: entre Los Ángeles y Pasadena (estado de California) se inaugura la primera autopista, la Arroyo Seco Parkway.
- 1940: en Estados Unidos, la revista Billboard publica su primer «hit parade» (lista de éxitos).
- 1941: el líder soviético Iósif Stalin consolida los Comisariados del Interior y de Seguridad Nacional para formar la NKVD y nombra a Lavrenti Beria su jefe.
- 1942: en Camboya sucede la Rebelión de los paraguas, como reacción de los budistas contra los invasores franceses.
- 1941: En Budapest (Hungría) se inicia el proceso de traslado de las vías del tranvía hacia el centro de la calzada (hasta entonces circulaban por el borde de la calzada, junto a la acera).
- 1944: en el búnker Guarida del Lobo, 259 km al norte de Varsovia (Polonia), Adolf Hitler sobrevive al intento de asesinato dirigido por el coronel Claus von Stauffenberg y un grupo de oficiales de la Wehrmacht.
- 1944: en Pisa (Italia), los nazis alemanes en retirada hacen explotar el Puente Solferino.
- 1944: el club de fútbol Spezia Calcio gana el campeonato Alta Italia.
- 1945: en España se lleva a cabo un cambio de gobierno, en el que solo continúan los ministros de Gobernación, Hacienda, Educación Nacional y Trabajo.
- 1948: en Corea del Sur, Syngman Rhee es nombrado presidente.
- 1948: en Estados Unidos ―en el marco de una creciente tensión con la Unión Soviética (la Guerra Fría)―, el presidente Harry Truman instituye el primer reclutamiento para el servicio militar en tiempos de paz.
- 1949: la Comisión Mixta de Armisticio Israel-Siria negocia el último de los cuatro acuerdos de alto el fuego para poner fin a la guerra árabe-israelí de 1948.
- 1950: en Filadelfia (Estados Unidos) ―en el marco de la Guerra Fría―, Harry Gold (39) se declara culpable de espiar para la Unión Soviética al pasar secretos del científico atómico Klaus Fuchs (38).
- 1950: en la región del Callejón de los MiG (noroeste de Corea del Norte), después de una campaña que duró un mes, las fuerzas anticomunistas destruyen a la mayoría de la Fuerza Aérea Popular de Corea del Norte en la batalla aérea de Corea del Sur.
- 1950: en Bélgica, el parlamento autoriza el regreso del rey Leopoldo III. Abdicará el 16 de julio de 1951 debido a su actitud durante la invasión de los alemanes nazis a Bélgica en el marco de la Segunda Guerra Mundial (1939‑1945).
- 1951: en la parte palestina de Jerusalén ―entonces ocupada por Jordania―, el rey Abdalá I de Jordania es asesinado por un palestino mientras asistía a las oraciones del viernes.

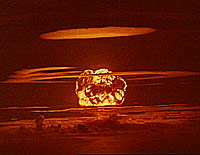
Explosión de la bomba de hidrógeno Tewa, en 1956. Fue la bomba n.º 86 de las 1132 que Estados Unidos detonó entre 1945 y 1992.

- 1954: en el marco de la Guerra Fría, Otto John (1909‑1997), jefe del servicio secreto de Alemania Occidental (estadounidense), se pasa a Alemania Oriental (soviética). En 1955 será encarcelado por los alemanes occidentales y juzgado por algunos de los jueces del período nazi.
- 1954: en Suiza se firman los Acuerdos de Ginebra.
- 1956: en el atolón Bikini, Estados Unidos detona la bomba de hidrógeno Tewa (nombre de una etnia de nativos americanos), de 5000 kilotones. Produjo el 87 % de fisión, el mayor porcentaje de cualquier prueba termonuclear estadounidense conocida.
- 1958: en Bogotá (Colombia) se constituye el Congreso con igual número de liberales y conservadores, y se reúne por primera vez desde 1952.
- 1959: España se incorpora a la OCDE.
- 1960: en España, el Gobierno aprueba los proyectos de ley sobre compilación civil del derecho catalán, propiedad horizontal y navegación aérea.
- 1960: en Bogotá se funda el Museo del 20 de Julio al conmemorarse el sesquicentenario de la independencia de Colombia.
- 1960: Ceilán (actualmente Sri Lanka) elige a Sirimavo Bandaranaike como primera ministra, la segunda mujer elegida como jefa de gobierno del mundo. (La primera jefa de estado no hereditaria del mundo fue Jertek Anchimaa-Toka [1912‑2008], una política soviético-tuvana, presidenta del parlamento de la República Popular de Tannu Tuvá entre 1940 y 1944. Centró sus esfuerzos en la mejora y educación de las mujeres de su país, y lideró a Tannu‑Tuvá durante la Segunda Guerra Mundial contra el nazismo de Alemania.
- 1960: el misil Polaris se lanza con éxito desde un submarino, el USS George Washington, por primera vez.
- 1961: en Túnez, que luchaba por su independencia contra Francia, las fuerzas militares francesas rompen el asedio naval de la base militar francesa de Bizerta, impuesto por el presidente Habib Burguiba con la esperanza de forzar su evacuación.
- 1961: Kuwait se une a la Liga Árabe.
- 1961: en el océano Atlántico ―en el marco del programa Mercury― barcos estadounidenses recuperan la nave espacial Liberty Bell 7.
- 1962: en Estados Unidos se transmite por primera vez una imagen de televisión entre los Estados Unidos (Andover) y Europa (Pleumeur-Bodou, en Francia).
- 1964: en la provincia de Định Tường ―en el marco de la guerra de Vietnam (1955‑1975)― las fuerzas del Viet Cong atacan la capital, Cái Bè (111 km al suroeste de Saigón), matando a 11 militares y 40 civiles (30 de los cuales son niños).
- 1968: en el Soldier Field de la ciudad de Chicago (Estados Unidos) se celebran los primeros Juegos Olímpicos Internacionales de Verano de las Olimpiadas Especiales, con alrededor de 1000 atletas con discapacidades intelectuales.
- 1969: en el Mar de la Tranquilidad de la Luna, el módulo lunar Águila, de la misión espacial Apolo 11, se posa en la Luna a las 20:17:40 (hora internacional UTC). Cinco horas y media más tarde, Neil Armstrong y Buzz Aldrin serían los primeros seres humanos en pisar la superficie lunar.
- 1969: se anuncia un cese del fuego entre Honduras y El Salvador, seis días después del inicio de la Guerra del Fútbol.
- 1970: el franquista José Luis Villar Palasí, ministro de Educación español, firma el decreto por el que suprime el antiguo curso preuniversitario y lo sustituye por el COU (Curso de Orientación Universitaria).
- 1972: en Málaga (España), El Lute (Eleuterio Sánchez Rodríguez) y su hermano resultan heridos en un tiroteo con la Guardia Civil.
- 1973: en India y Pakistán, catastróficas inundaciones provocan la muerte de 17 000 personas y varios millones de damnificados.
- 1974: en Chipre, tropas turcas invaden la isla, en réplica al golpe de Estado dado cinco días antes por oficiales griegos de la Guardia Nacional ―por órdenes de la Dictadura de los Coroneles (1967‑1974)― contra el primer presidente de Chipre, el arzobispo Makarios III (1913‑1977).
- 1975: en la isla Madeira ―957 km al suroeste de Lisboa (Portugal)― inicia sus actividades el grupo terrorista de extrema derecha FLAMA (Frente de Liberación del Archipiélago de Madeira), creado como reacción a la hipótesis de que el Portugal continental abandonaría el capitalismo y se volvería comunista. Se mantendrá activo durante tres años.
- 1975: en Japón se inaugura la Exposición Especializada de 1975.
- 1976: la nave estadounidense Viking 1 realiza el primer aterrizaje de un objeto terrícola en el planeta Marte.
- 1977: la CIA (Agencia Central de Inteligencia) publica documentos bajo la Ley de Libertad de Información que revelan que había participado en el Proyecto MKUltra (experimentos de control mental).
- 1977: en la ciudad de Johnstown (estado de Pensilvania), 503 km al oeste de Nueva York, una inundación mata a 84 personas.
- 1977: en el pueblo de Vitim (República de Sajá), 4243 km al noreste de Moscú, el vuelo B‑2 de la empresa soviética Aeroflot se estrella después de despegar del aeródromo de la localidad. Mueren 39 personas.
- 1978: en España, los nuevos billetes de 5000 pesetas empiezan a ser moneda de curso legal.
- 1978: en España, las revalorizaciones irregulares del Banco Coca alcanzan los 5000 millones de pesetas.
- 1979: en Managua (Nicaragua) ―en el marco de la Revolución sandinista―, la Junta Revolucionaria promulga el Estatuto Fundamental de la República, por el que se reconocían y garantizaban las libertades individuales básicas, hasta la elaboración de una nueva Constitución.
- 1979: el director de teatro español Albert Boadella, obtiene la libertad provisional.
- 1980: en Honduras, la Junta Militar presidida por el general Policarpo Paz García, traspasa formalmente el gobierno del país a la Asamblea Constituyente elegida por el pueblo.
- 1980: el tirador soviético Aleksandr Melentiev rompe el récord mundial de clasificación de pistola de 50 metros con 581 puntos.
- 1981: en la ciudad de Bal'ad (Somalia), 35 km al noreste de Mogadiscio, se estrella el vuelo 40 de Somali Airlines. Mueren 50 personas.
- 1981: en Estados Unidos, Irene Sáez es coronada como Miss Universo siendo la segunda venezolana en ganar el certamen.
- 1981: en España, el Boletín Oficial del Estado (BOE) publica la ley del divorcio.
- 1982: en Hyde Park y Regent's Park en el centro de Londres, el IRA Provisional detona dos bombas, matando a 8 soldados, e hiriendo a 47 personas.
- 1984: en España, el «agujero» de Banca Catalana asciende a 63 855 millones de pesetas.
- 1985: en Aruba (mar Caribe) el Gobierno aprueba una ley para separarse de las Antillas Neerlandesas.
- 1985: a 60 kilómetros de la costa de Key West (estado de Florida), un equipo de cazadores de tesoros encuentran el galeón español Nuestra Señora de Atocha (que se hundió en 1622). Recuperarán 400 millones de dólares en monedas de plata.
- 1985: en la ciudad de Brujas (Países Bajos) se inaugura el nuevo puerto marítimo de Zeebrugge.
- 1986: finaliza el Mundobasket de España con el triunfo del equipo de los Estados Unidos.
- 1987: en Nueva York, el Consejo de Seguridad de la ONU adopta la Resolución 598, que exige un alto el fuego en la guerra entre Irán e Irak y el inicio de negociaciones de paz, y recomienda que una comisión internacional investigue quién es responsable de haber iniciado la guerra.
- 1989: en Birmania, la junta gobernante pone a la líder opositora Aung San Suu Kyi bajo arresto domiciliario.
- 1990: en Irak, el presidente Sadam Huseín solicita apoyo al mundo árabe contra Kuwait y los Emiratos Árabes Unidos, a los que acusa de saturar de petróleo el mercado.
- 1990: en el puerto de Osaka (Japón) se inaugura el gran acuario Kaiyūkan, diseñado por el arquitecto británico Peter Chermayeff (54) y dedicado a los biomas del cinturón de fuego del Pacífico.
- 1990: en la Bolsa Internacional de Valores, en Londres (Reino Unido), el IRA Provisional hace estallar una bomba.
- 1992: en Checoslovaquia, Václav Havel dimite como presidente.
- 1992: en la Guerra en Bosnia y Herzegovina, el ejército cristiano serbio destruye el edificio de diez pisos del diario antinazi Oslobođenje (‘liberación’, publicado desde 1943). Alrededor de 70 periodistas musulmanes bosnios, serbios y croatas seguirán publicando el periódico en un sótano‑búnker.
- 1992: en el Aeropuerto Internacional de Tiflis (Georgia) se estrella un Tupolev Tu-154 durante el despegue. Mueren las 24 personas a bordo y 4 más en tierra.
- 1993: el cantante mexicano Cristian Castro lanza al mercado su segundo álbum de estudio titulado Un segundo en el tiempo.
- 1994: en la Ciudad de México se inaugura la línea 8 del Metro de la Ciudad de México, en un único de tramo de Garibaldi a Constitución de 1917, tras casi 11 años de planeación, luego de que suspendiera la obra original en diciembre de 1983 por desacuerdos con el Instituto Nacional de Antropología e Historia (INAH).
- 1996: en Atlanta (Estados Unidos) comienzan los XXVI Juegos Olímpicos de Verano.
- 1997: el buque USS Constitution (también conocido como Old Ironsides), totalmente restaurado, celebra su aniversario número 200 zarpando por primera vez en 116 años.
- 1998: en Bután, Jigme Thinley se convierte en primer ministro.
- 1999: en España, el Tribunal Constitucional excarcela a los 23 dirigentes de Herri Batasuna, condenados por el Supremo por ceder sus espacios electorales para la difusión de un vídeo de la banda ETA en 1996.
- 1999: el Partido Comunista Chino inicia una campaña de persecución contra la secta anticomunista falun gong (creada en 1992), arrestando a miles de personas en todo el país.
- 1999: en Estrasburgo (Francia), el Parlamento Europeo elige nuevo presidente de la cámara a la francesa Nicole Fontaine, propuesta por conservadores y liberales.
- 2001: en la contracumbre del G8 en Génova (Italia), la policía mata a Carlo Giuliani.
- 2001: en los cines japoneses se estrena El viaje de Chihiro, el octavo largometraje de Hayao Miyazaki (60), el director de Studio Ghibli. Se convertirá en el mayor éxito comercial en la historia del cine japonés durante 19 años hasta el estreno de Guardianes de la noche: tren infinito en 2020.
- 2002: en Lima (Perú), el incendio de la discoteca Utopía causa 29 muertos y decenas de heridos.
- 2002: 22 km al oeste de la ciudad de Mesina, en la isla de Sicilia (Italia), ocho personas mueren y medio centenar resultan heridas en el descarrilamiento de un tren.[5]
- 2003: en Francia, la policía responsabiliza a terroristas corsos del doble atentado cometido contra edificios gubernamentales en Niza.
- 2004: en Francia, el oceanógrafo Christopher Sabine afirma que la mitad del CO2 emitido por el hombre en los últimos 200 años se encuentra en las capas más superficiales de los océanos.
- 2004: en el monte K2 (Nepal), una expedición española encuentra los restos del montañista italiano Renato Casarotto, fallecido en 1986.
- 2004: en Europa, el político español José Borrell es elegido presidente del Parlamento Europeo.
- 2004: en Irak, horas después de confirmarse la retirada de las tropas filipinas, la resistencia libera a un camionero de aquella nacionalidad secuestrado durante dos semanas.
- 2005: en España, Juan José Millás gana el Premio Francisco Cerecedo de Periodismo, que concede la Asociación de Periodistas Europeos.
- 2005: en Nepal, la montañista Edurne Pasaban asciende a la cima del Nanga Parbat (8125 m) y se convierte, con ocho ascensiones, en la mujer viva con más «ochomiles».
- 2005: en Londres (Reino Unido), la reina Isabel II da su «aprobación real» a la Ley de Matrimonio Civil de Canadá, que legaliza el matrimonio entre personas del mismo sexo. Es el cuarto país del mundo en despenalizar el matrimonio homosexual.
- 2007: en el Reino de España, el juez Juan del Olmo ―de la Audiencia Nacional española― ordena la incautación del último número de la revista El Jueves, por considerar que insultaba a los descendientes de la Corona española. Al día siguiente ordenará el cierre de la página web de El Jueves.
- 2007: en Kiskunhalas, 149 km al sureste de Budapest se registran 41.9 °C, un récord de temperatura absoluta en Hungría. En Dunaújváros, 83 km al sur de Budapest, la temperatura media diaria ese día fue de 33.3 °C, lo que también es un valor récord.
- 2008: en cada municipio y ciudad de Colombia, y en varias ciudades de todo el mundo, se realiza una marcha por la liberación de los secuestrados por las FARC (Fuerzas Armadas Revolucionarias de Colombia). Conmemoración de la Independencia con el Gran Concierto por la Paz.
- 2010: en Barcelona (España) se funda el partido político Solidaridad Catalana por la Independencia.
- 2010: en Cataluña entra en vigor el Código de Consumo.
- 2011: la Banca Privada de Andorra compra el 100 % de las acciones del Banco de Madrid en la caja de ahorros Kutxa.
- 2011: el transbordador espacial Atlantis regresa de su último viaje (42 años después de que el hombre aterrizara en la Luna). Con esto finaliza el programa del transbordador espacial estadounidense.
- 2011: en Serbia, la policía arresta al político Goran Hadzic (47), el último prófugo buscado por crímenes en los Balcanes. Será extraditado para ser juzgado en La Haya, fue diagnosticado de un cáncer cerebral terminal en razón del cual su juicio fue suspendido en noviembre de 2014. En abril de 2015 será puesto en libertad condicional por motivos de salud para ser tratado en Serbia. Hadžić fallecerá en 2016.
- 2012: en la localidad estadounidense de Aurora (estado de Colorado), un estudiante luterano admirador de Batman llamado James Eagan Holmes (24) ―armado con dos pistolas, una escopeta, un fusil semiautomático, y miles de balas para estas armas (todo adquirido legalmente)― abre fuego en un cine que estrenaba la película Batman: el Caballero de la Noche asciende, matando a 12 personas e hiriendo a otras 70, incluidos varios niños.
- 2012: en Siria ―en el marco de la guerra civil siria― las Unidades de Protección Popular capturan las ciudades de Amuda y Afrîn sin encontrar resistencia.
- 2012: en Nueva York, el Consejo de Seguridad de las Naciones Unidas firma la Resolución 2059 sobre la Misión de Supervisión de las Naciones Unidas en Siria y sobre la situación actual en el Oriente Medio.
- 2013: en el departamento colombiano de Arauca (Colombia), revolucionarios de las FARC realizan un ataque en el que mueren 17 soldados gubernamentales.
- 2013: en la ciudad de Ras al‑Ayn, 610 km al noreste de Damasco (Siria) ―en el marco de la guerra civil siria (2011‑)― las Unidades de Protección Popular expulsan a las fuerzas islamistas en la batalla de Ras al‑Ayn.
- 2013: en los cines japoneses se estrena la película El viento se levanta, el undécimo largometraje de Hayao Miyazaki (72), el director de Studio Ghibli.
- 2015: en la ciudad fronteriza de Suruç (Turquía), de mayoría kurda, un enorme bombardeo, dirigida contra la Federación de Asociaciones de Jóvenes Socialistas, mata al menos a 31 personas y hiere a más de 100.
- 2015: Cuba y Estados Unidos, restablecen oficialmente sus relaciones diplomáticas, que estaban rotas desde 1961, poniendo fin a 54 años de hostilidad que había entre ambas naciones.
- 2017: al actor y baloncestista O. J. Simpson se le concede la libertad condicional para salir de prisión después de cumplir 9 años de una condena de 33 años tras ser declarado culpable de robo a mano armada en Las Vegas.
- 2017: en Palos Verdes (estado de California) Chester Bennington, el cantante de Linkin Park, se suicida mediante ahorcamiento.
- 2021: en Lima (Perú), el Jurado Nacional de Elecciones declara oficialmente a Pedro Castillo como nuevo presidente de la República del Perú ante las apelaciones de Keiko Fujimori.
- 2021: el empresario estadounidense Jeff Bezos vuela al espacio a bordo del New Shepard NS‑16 operado por su compañía de vuelos espaciales privados Blue Origin.
- 2021: en China, las inundaciones afectan la provincia de Henan. El Gobierno evacua a 370 000 habitantes. Al menos 3 millones de personas resultaron afectadas y murieron 33 personas.
- 2023: en Nueva Zelanda sucede el tiroteo en el distrito empresarial de Auckland. Un joven de 23 años abre fuego contra los visitantes, matando a tres personas e hiriendo a otras siete.
- 2025: en Brasil, el jugador colombiano Richard Ríos se despide del club de fútbol Palmeiras para fichar con el Benfica de Lisboa (Portugal).
- 2025: en Japón, el Partido Liberal Democrático del primer ministro Shigeru Ishiba pierde su mayoría absoluta en la Cámara de Consejeros.

## Celebraciones

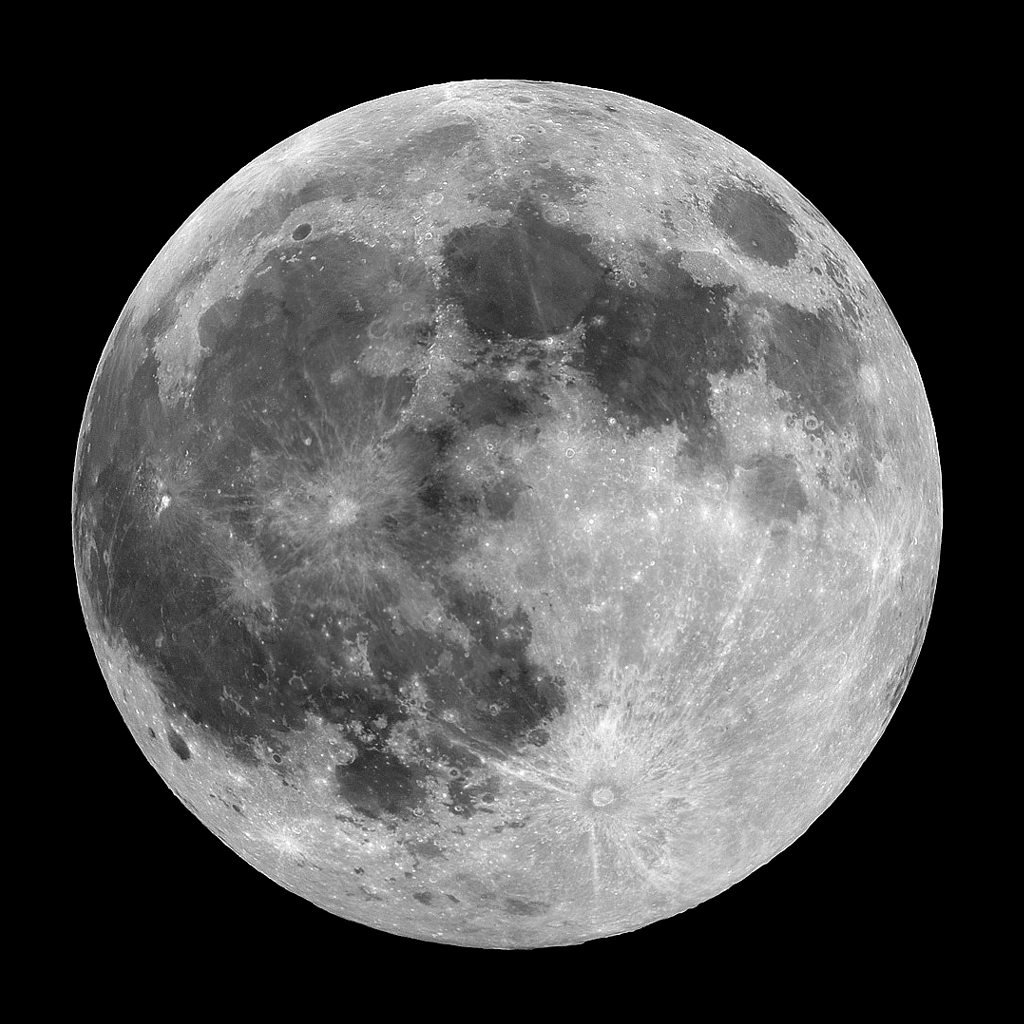
Día Internacional de la Luna.

- Día Internacional de la Luna.[6]
También conocido como Día de la Exploración Espacial.
Para conmemorar el aniversario del primer alunizaje de la humanidad, realizado por la Misión Apolo 11 en 1969. La elección de este día busca reconocer los logros del ser humano en la exploración lunar, fomentar el estudio y el uso sostenible de la Luna e inspirar a futuras generaciones a continuar la exploración espacial.

- Día Mundial del Ajedrez.[7]

- Día Mundial de las Piruletas.[8]
También conocidas en otros países como chupetas, chupetines, paletas, chupetes o lolly pops son golosinas elaboradas con azúcar, jarabe de glucosa y colorantes con formas esféricas, planas o icónicas, insertadas en un palito.

 Por países
(Por orden alfabético)
- Argentina:
  - Día del Amigo.[9]
Todo comenzó en 1969 cuando un argentino llamado Enrique Ernesto Febbraro, inspirado por el histórico alunizaje del Apolo 11 en la Luna, decidió proponer una fecha dedicada a honrar la amistad, enviando cartas a sus amigos.

- Colombia:
  - Grito de Independencia.
(véase: Independencia de Colombia).

- El Salvador:
  - Día del Ingeniero Salvadoreño.

- España:
  - Fuente Álamo, Región de Murcia: Día de la Villa.

- Estados Unidos:
  -  Pennsylvania:
    - Día Nacional de Pensilvania.[10]
(en inglés: National Pennsylvania Day).

  - Día del Lago Superior.[11]
(en inglés: Lake Superior Day).
  - Día de la Galleta de la Suerte.[12]
(en inglés: National Fortune Cookie Day).
  - Día de la Piruleta.[13]
(en inglés: National Lollipop Day).

- Honduras:
  - Día de Lempira, primer héroe nacional.

- México:
  - Día Nacional del Bibliotecario.

### Santoral católico

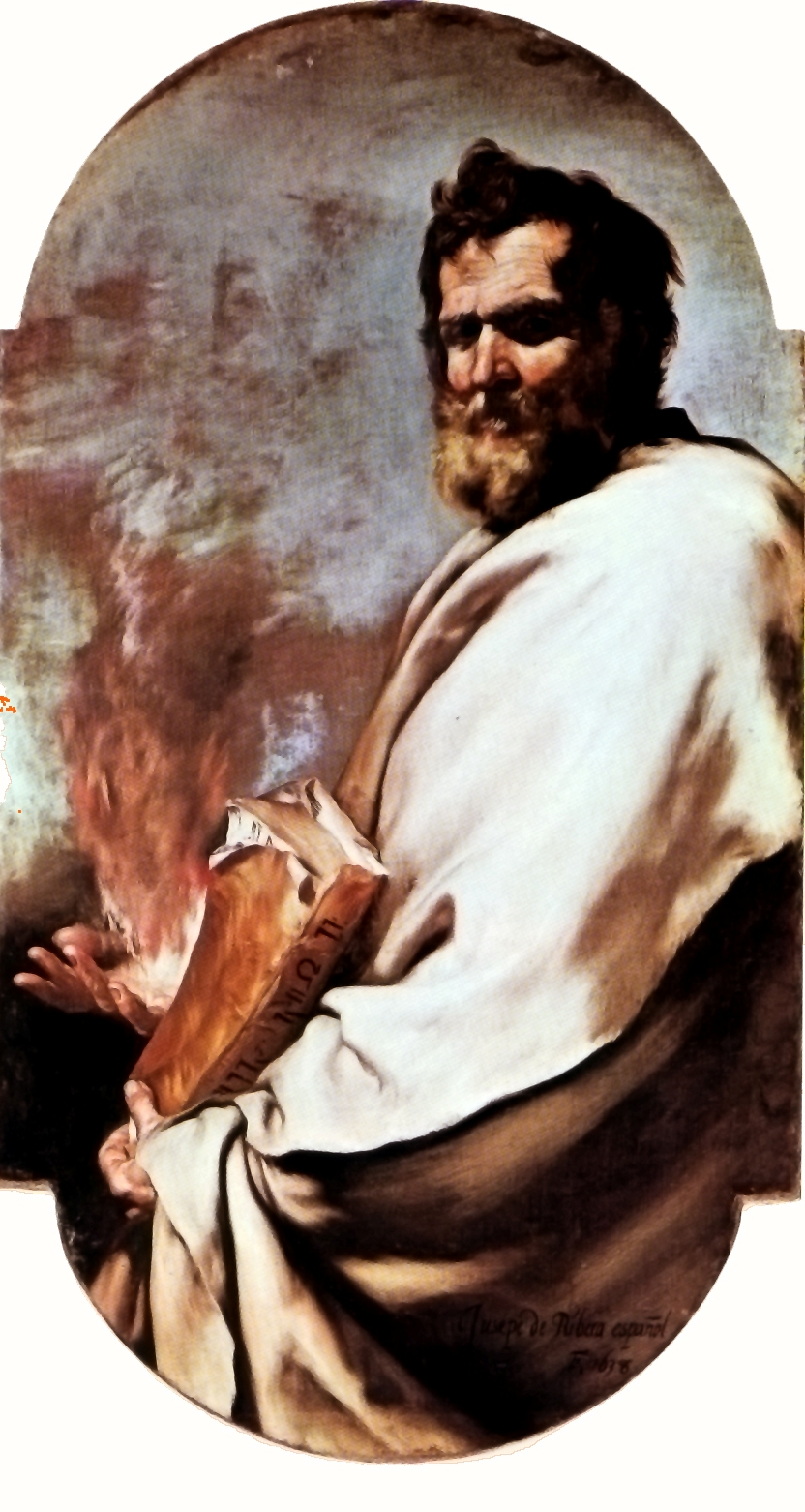
Profeta Elías, obra de José de Ribera.

Celebración del día: San Elías (profeta).(imagen ilustrativa).
- San Apolinar de Rávena.[15]
- San Aurelio de Cartago.[14]
- San José Barsabás.[14]
- San José María Díaz Sanjurjo.[14]
- Santa María Fu Guilin.[14]
- Santa Marina/Margarita de Antioquía de Pisidia.[14]
- San Pablo de Córdoba.[14]
- San Pedro Zhou Rixin.[14]
- San Senerio, obispo de Avranches.
- San Vulmaro de Boulogne.[14]
- San Xi Guizi.[14]
- Divino Niño del Veinte de Julio.
- Beato Bernardo de Hildesheim.[14]